# Les Premières Vacances
Pour plus de détails, voir Fiche technique et Distribution.

Les Premières Vacances est un court métrage français de Paul Vecchiali, réalisé en 1967. C'est un film de commande du ministère de l'Agriculture sur le thème des GAEC (Groupement agricole d'exploitation en commun).

## Fiche technique
- Titre : Les Premières Vacances
- Réalisation : Paul Vecchiali
- Scénario et dialogues : Paul Vecchiali
- Photographie : Georges Strouvé
- Son : Antoine Bonfanti
- Durée : 26 minutes
- Format image : 16 mm, couleur
- Langue : français